# Premier Division de la Liga de Irlanda 2018
La Premier Division de la Liga de Irlanda 2018 fue la 98.ª temporada de la Premier Division. La temporada comenzó el 16 de febrero y finalizó el 26 de octubre. El Dundalk conquistó su decimotercer título de liga de su historia.

## Sistema de competición
Los 10 equipos participantes juegan entre sí todos contra todos cuatro veces totalizando 36 partidos cada uno. Al término de la jornada 36, el primer clasificado obtuvo un cupo para la primera ronda de la Liga de Campeones 2019-20, mientras que el segundo y tercer clasificado obtuvieron un cupo para la primera ronda de la Liga Europa de la UEFA 2019-20. Por otro lado, el último clasificado descendió a la Primera División 2019, mientras que el penúltimo clasificado jugó el Play-off de relegación contra el ganador de la primera ronda de play-offs de la Primera División 2018, para determinar cual de los equipos jugará en la Premier Division 2019.
Un tercer cupo para la primera ronda de la Liga Europa de la UEFA 2019-20 será asignado al campeón de la Copa de Irlanda.

## Equipos participantes
| Club                  | Ciudad       | Estadio                   | Capacidad |
| --------------------- | ------------ | ------------------------- | --------- |
| Bohemian              | Dublín       | Dalymount Park            | 7.000     |
| Bray Wanderers        | Bray         | Carlisle Grounds          | 6.250     |
| Cork City             | Cork         | Turners Cross             | 7.600     |
| Derry City            | Derry (I.N.) | Brandywell                | 7.500     |
| Dundalk               | Dundalk      | Oriel Park                | 5.500     |
| Limerick              | Garryowen    | Markets Field             | 5.000     |
| St Patrick's Athletic | Dublín       | Richmond Park             | 5.340     |
| Shamrock Rovers       | Dublín       | Tallaght Stadium          | 8.600     |
| Sligo Rovers          | Sligo        | The Showgrounds           | 5.500     |
| Waterford             | Waterford    | Waterford Regional Sports | 8.200     |

### Ascensos y descensos
| Pos. | de la Premier División 2017 |
| ---- | --------------------------- |
| 10.º | Galway United               |
| 11.º | Finn Harps                  |
| 12.º | Drogheda United             |

| Pos. | de la Primera División de Irlanda 2017 |
| ---- | -------------------------------------- |
| 1.º  | Waterford                              |

## Tabla de posiciones
| Pos. | Equipo                 | Pts. | PJ | G  | E | P  | GF | GC | Dif. | Clasificación 2019–20                 |
| ---- | ---------------------- | ---- | -- | -- | - | -- | -- | -- | ---- | ------------------------------------- |
| 1    | Dundalk (C)            | 87   | 36 | 27 | 6 | 3  | 85 | 20 | +65  | Primera ronda de la Liga de Campeones |
| 2    | Cork City              | 77   | 36 | 24 | 5 | 7  | 71 | 27 | +44  | Primera ronda de la Liga Europea      |
| 3    | Shamrock Rovers        | 62   | 36 | 18 | 8 | 10 | 57 | 27 | +30  | Primera ronda de la Liga Europea      |
| 4    | Waterford              | 59   | 36 | 18 | 5 | 13 | 52 | 44 | +8   |                                       |
| 5    | St. Patrick's Athletic | 50   | 36 | 15 | 5 | 16 | 51 | 47 | +4   | Primera ronda de la Liga Europea      |
| 6    | Bohemians              | 48   | 36 | 13 | 9 | 14 | 52 | 45 | +7   |                                       |
| 7    | Sligo Rovers           | 42   | 36 | 12 | 6 | 18 | 38 | 50 | −12  |                                       |
| 8    | Derry City             | 42   | 36 | 13 | 3 | 20 | 47 | 70 | −23  |                                       |
| 9    | Limerick               | 27   | 36 | 7  | 6 | 23 | 25 | 75 | −50  | Promoción por la permanencia          |
| 10   | Bray Wanderers         | 18   | 36 | 5  | 3 | 28 | 23 | 96 | −73  | Descenso a FAI First Division 2019    |

Actualizado a los partidos jugados el 26 de octubre de 2018.
 Fuente: Soccerway
Notas:
1. ↑  Tras ganar la Copa de Irlanda, el Dundalk obtiene una plaza para participar en la Liga Europa 2019-20, pero, al encontrarse este equipo clasificado a través de su posición de Liga para disputar la Liga de Campeones, la plaza obtenida a través de la Copa pasaría al cuarto clasificado. Sin embargo la UEFA juzgó que el Waterford no aprobó la "regla de los tres años", ya que fueron reformados en 2016, el lugar pasó al equipo en quinto lugar..

## Resultados
| Local \ Visitante      | BOH | BRA | COR | DER | DUN | LIM | SHA | SLI | STP | WAT |
| ---------------------- | --- | --- | --- | --- | --- | --- | --- | --- | --- | --- |
| Bohemians              | —   | 2–1 | 0–2 | 0–1 | 0–2 | 0–0 | 3–1 | 2–2 | 0–1 | 0–1 |
| Bray Wanderers         | 1–3 | —   | 0–4 | 2–1 | 0–2 | 0–1 | 1–0 | 1–2 | 1–2 | 2–2 |
| Cork City              | 3–0 | 4–0 | —   | 4–2 | 1–0 | 2–1 | 1–0 | 1–0 | 1–0 | 2–0 |
| Derry City             | 3–1 | 5–1 | 0–0 | —   | 1–4 | 5–0 | 0–0 | 0–2 | 2–1 | 1–0 |
| Dundalk                | 3–0 | 0–0 | 1–0 | 2–2 | —   | 8–0 | 2–1 | 2–1 | 5–0 | 1–0 |
| Limerick               | 1–1 | 1–0 | 1–1 | 0–3 | 0–3 | —   | 0–1 | 1–2 | 0–1 | 0–2 |
| Shamrock Rovers        | 1–2 | 6–0 | 3–0 | 6–1 | 0–0 | 1–1 | —   | 1–0 | 1–0 | 1–1 |
| Sligo Rovers           | 0–2 | 2–1 | 1–4 | 2–1 | 0–2 | 0–1 | 0–0 | —   | 0–0 | 1–2 |
| St. Patrick's Athletic | 2–2 | 5–0 | 2–3 | 5–2 | 0–0 | 1–0 | 2–0 | 2–0 | —   | 1–0 |
| Waterford              | 1–0 | 3–0 | 2–1 | 2–1 | 2–1 | 3–6 | 2–1 | 1–1 | 2–0 | —   |

| Local \ Visitante      | BOH | BRA | COR | DER | DUN | LIM | SHA | SLI | STP | WAT |
| ---------------------- | --- | --- | --- | --- | --- | --- | --- | --- | --- | --- |
| Bohemians              | —   | 6–0 | 4–2 | 1–2 | 1–1 | 5–0 | 1–1 | 0–3 | 1–0 | 1–3 |
| Bray Wanderers         | 0–5 | —   | 1–3 | 2–1 | 1–3 | 0–2 | 0–3 | 2–1 | 3–1 | 0–0 |
| Cork City              | 1–0 | 5–1 | —   | 5–0 | 0–1 | 3–0 | 0–0 | 1–2 | 1–1 | 3–0 |
| Derry City             | 0–2 | 2–0 | 0–3 | —   | 0–4 | 2–1 | 0–1 | 1–2 | 2–1 | 1–2 |
| Dundalk                | 2–0 | 5–0 | 2–1 | 3–2 | —   | 4–0 | 1–2 | 5–0 | 1–1 | 2–0 |
| Limerick               | 1–1 | 2–1 | 0–2 | 0–1 | 0–1 | —   | 0–2 | 1–3 | 0–4 | 2–1 |
| Shamrock Rovers        | 0–1 | 5–0 | 0–0 | 2–0 | 2–5 | 5–0 | —   | 2–0 | 3–0 | 3–1 |
| Sligo Rovers           | 1–1 | 2–1 | 0–2 | 0–2 | 0–2 | 0–0 | 2–0 | —   | 1–2 | 2–3 |
| St. Patrick's Athletic | 1–3 | 3–0 | 1–3 | 5–0 | 1–3 | 2–1 | 0–1 | 0–3 | —   | 3–0 |
| Waterford              | 1–1 | 2–0 | 1–2 | 4–0 | 1–2 | 4–1 | 0–1 | 1–0 | 2–0 | —   |

## Promoción por la permanencia
Fue jugado entre el Limerick , penúltimo de la liga contra el Finn Harps, ganador del partido previo de la Primera División 2018.
| Equipo 1   | Agr. | Equipo 2 | Ida | Vuelta |
| ---------- | ---- | -------- | --- | ------ |
| Finn Harps | 3–0  | Limerick | 1–0 | 2–0    |

## Máximos Goleadores
| Pos. | Jugador         | Club            | Goles |
| ---- | --------------- | --------------- | ----- |
| 1    | Patrick Hoban   | Dundalk         | 29    |
| 2    | Kieran Sadlier  | Cork City       | 16    |
| 3    | Graham Cummins  | Cork City       | 15    |
| 4    | Graham Burke    | Shamrock Rovers | 13    |
| 4    | Michael Duffy   | Dundalk         | 13    |
| 6    | Daniel Carr     | Shamrock Rovers | 11    |
| 6    | Daniel Corcoran | Bohemians       | 11    |
| 8    | Courtney Duffus | Waterford       | 10    |
| 8    | Aaron McEneff   | Derry City      | 10    |
| 10   | Robbie Benson   | Dundalk         | 9     |